# Lanzia vacini
Lanzia vacini är en svampart som först beskrevs av Josef Velenovský, och fick sitt nu gällande namn av Spooner 1984. Lanzia vacini ingår i släktet Lanzia och familjen Rutstroemiaceae.   Inga underarter finns listade i Catalogue of Life.